# Summit NATO v Haagu 2025
Haagský summit 2025 je setkání hlav států a předsedů vlád třiceti dvou členů Severoatlantické aliance (NATO), partnerských zemí NATO a představitelů Evropské unie, které se koná v nizozemském Haagu ve dnech 24. a 25. června 2025. Jedná se o první summit NATO, který Nizozemsko pořádá, a je úvodním setkáním Marka Rutteho ve funkci generálního tajemníka NATO. Očekávalo se, že tématem  na tomto summitu projednávaným, bude závazek členských států zvýšit výdaje na obranu na pět procent HDP. Jedinou neatlantickou partnerskou zemí, která se summitu zúčastní, je Nový Zéland.

## Účastníci

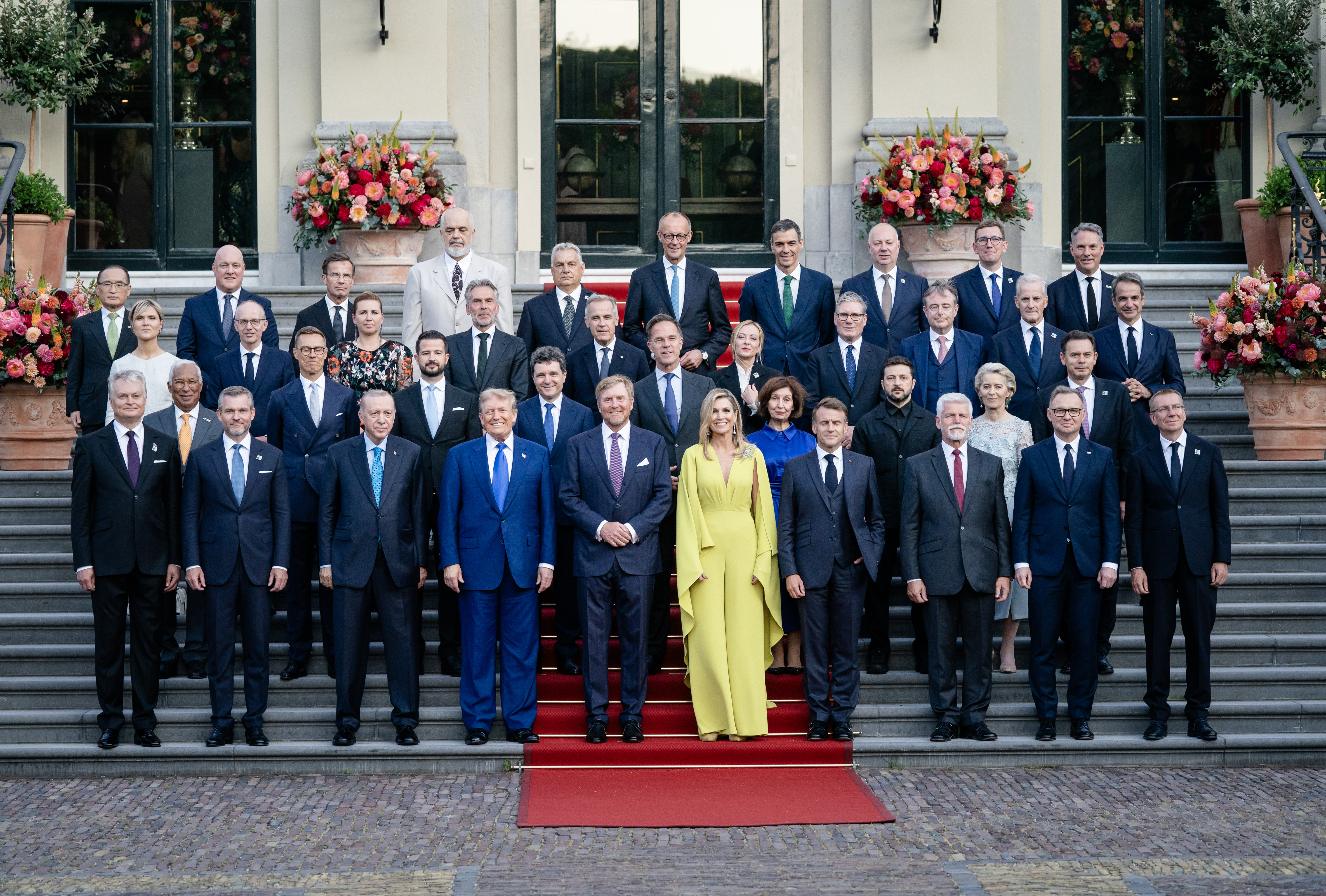
Skupinová fotografie před večeří v paláci Huis ten Bosch

| Stát či organizace     | Vedoucí elegace             | Funkce             | Ref.  |
| ---------------------- | --------------------------- | ------------------ | ----- |
| NATO                   | Mark Rutte                  | generální tajemník |       |
| Albánie                | Edi Rama                    | předseda vlády     |       |
| Belgie                 | Bart De Wever               | předseda vlády     |       |
| Bulharsko              | Rosen Željazkov             | předseda vlády     |       |
| Kanada                 | Mark Carney                 | předseda vlády     | [ 1 ] |
| Chorvatsko             | Zoran Milanović             | prezident          |       |
| Česko                  | Petr Pavel                  | prezident          |       |
| Dánsko                 | Mette Frederiksenová        | předsedkyně vlády  |       |
| Estonsko               | Kristen Michal              | předseda vlády     |       |
| Finsko                 | Alexander Stubb             | prezident          |       |
| Francie                | Emmanuel Macron             | prezident          |       |
| Německo                | Friedrich Merz              | kancléř            |       |
| Řecko                  | Kyriakos Mitsotakis         | předseda vlády     |       |
| Maďarsko               | Viktor Orbán                | předseda vlády     |       |
| Island                 | Kristrún Frostadóttir       | předsedkyně vlády  |       |
| Itálie                 | Giorgia Meloniová           | předsedkyně vlády  |       |
| Lotyšsko               | Edgars Rinkēvičs            | prezident          |       |
| Litva                  | Gitanas Nausėda             | prezident          |       |
| Lucembursko            | Luc Frieden                 | předseda vlády     |       |
| Černá Hora             | Jakov Milatović             | prezident          |       |
| Nizozemsko (hostitel)  | Dick Schoof                 | předseda vlády     |       |
| Severní Makedonie      | Gordana Siljanovská-Davková | prezidentka        |       |
| Norsko                 | Jonas Gahr Støre            | předseda vlády     |       |
| Polsko                 | Andrzej Duda                | prezident          |       |
| Portugalsko            | Luís Montenegro             | předseda vlády     |       |
| Rumunsko               | Nicușor Dan                 | prezident          |       |
| Slovensko              | Peter Pellegrini            | prezident          |       |
| Slovinsko              | Robert Golob                | předseda vlády     |       |
| Španělsko              | Pedro Sánchez               | předseda vlády     |       |
| Švédsko                | Ulf Kristersson             | předseda vlády     |       |
| Turecko                | Recep Tayyip Erdoğan        | prezident          |       |
| Spojené království     | Keir Starmer                | předseda vlády     | [ 2 ] |
| Spojené státy americké | Donald Trump                | prezident          | [ 3 ] |

### Pozvaní nečlenové NATO
| Stát či organizace | Pozván                  | Funkce                      | Účast | Ref.         |
| ------------------ | ----------------------- | --------------------------- | ----- | ------------ |
| Austrálie          | Anthony Albanese        | předseda vlády              | Ne    | [ 4 ]        |
| Evropská unie      | António Costa           | předseda Evropské rady      | Ano   | [ 5 ]        |
| Evropská unie      | Ursula von der Leyenová | předsedkyně Evropské komise | Ano   | [ 5 ]        |
| Japonsko           | Šigeru Išiba            | předseda vlády              | Ne    | [ 6 ]        |
| Nový Zéland        | Christopher Luxon       | předseda vlády              | Ano   | [ 7 ]        |
| Jižní Korea        | I Če-mjong              | prezident                   | Ne    | [ 8 ]        |
| Ukrajina           | Volodymyr Zelenskyj     | prezident                   | Ano   | [ 5 ] [ 10 ] |

## Závěrečná deklarace
Summit byl zakončen závěrečným prohlášením s těmito body:
1. stále platí závazek ke kolektivní obraně stanovený v Článku 5
2. Rusko je hrozbou[12]
3. výdaje na obranu dosáhnou do roku 2035 pět procent HDP[12][13]
4. byla znovu potvrzena podpora Ukrajině
5. příští summit se sejde v Turecku a následující v Albánii